# IC 3378
IC 3378 је елиптична галаксија у сазвјежђу Береникина коса која се налази на листи објеката дубоког неба у Индекс каталогу.
Деклинација објекта је + 17° 17' 46" а ректасцензија 12h 28m 1,5s. Привидна величина (магнитуда) објекта IC 3378 износи 15,0 а фотографска магнитуда 16,0.